# Pseudomarrubium
Pseudomarrubium  é um gênero botânico da família Lamiaceae

## Espécies
- Pseudomarrubium eremostachydioides
- Pseudomarrubium eremostachyoides